# Baudouin IV (roi de Jérusalem)
Vous lisez un « bon article » labellisé en 2024.
Pour les articles homonymes, voir Baudouin IV.
Baudouin IV, parfois surnommé Baudouin le Lépreux, né en 1161 et mort en 1185, est roi de Jérusalem de 1174 à sa mort. Sa lutte contre la lèpre et ses victoires militaires qui maintiennent l'intégrité du royaume de Jérusalem pendant plus de dix ans font de lui une figure marquante des États latins d'Orient.
Il est couronné le 15 juillet 1174 à l'âge de 14 ans, succédant à son père Amaury Ier de Jérusalem. L’exercice réel du pouvoir revient jusqu'en 1177 à ses régents, les nobles Miles de Plancy puis Raymond III de Tripoli. Il est alors diagnostiqué malade de la lèpre, qui le défigure et l’empêche d’avoir un héritier.
À l’âge de 16 ans, Baudouin IV triomphe à la bataille de Montgisard où son armée, pourtant inférieure en nombre, remporte une victoire décisive face au sultan ayyoubide Saladin. Ce dernier parvient à contrecarrer Baudouin en 1179, notamment à la bataille de Marj Ayoun où Baudouin échappe de peu à la capture, puis à la bataille du gué de Jacob.
Les dernières années de son règne sont difficiles. Après l’indécise bataille de Belvoir en 1182, Baudouin met à nouveau Saladin en échec au siège de Kerak en 1183. De plus en plus affaibli par sa maladie, il ne peut qu'assister impuissant à la montée des factions au sein de son royaume. À sa mort en 1185, son neveu Baudouinet lui succède sous la régence de Raymond III de Tripoli.

## Sources
La majeure partie des informations sur le règne de Baudouin IV vient des écrits de Guillaume de Tyr. Ce dernier a notamment été archidiacre, précepteur et chancelier à la cour du royaume de Jérusalem, ainsi que l'auteur de nombreux textes en latin sur les conflits entre la chrétienté et la civilisation islamique,. Ils ont été traduits en français sous le nom d'Histoire d'Outremer, ou Histoire d'Héraclius.
La chronique de Guillaume de Tyr a servi de base à celle d'Ernoul, un croisé se présentant comme l'écuyer de Balian d'Ibelin et décrivant ses faits et gestes sous le règne de Baudouin. Cette dernière est considérée comme un écrit à visée polémique, et peu fiable historiquement.
De nombreux documents relatifs au règne de Baudouin IV ont été conservés par les ordres militaires. Cela concerne principalement l'ordre de Saint-Jean de Jérusalem, mais également l'ordre de Saint-Lazare de Jérusalem. Le monde musulman n'est pas en reste : ainsi, les écrits d'Ibn Jubair, écrivain d'Al-Andalus proche du sultan ayyoubide Saladin, sont grandement utilisés par les historiens pour étudier le règne de Baudouin IV.
Au moins un texte écrit de la main de Baudouin IV a été conservé : une lettre écrite au roi des Francs Louis VII le Jeune fin 1177, pour lui demander assistance en préparation de la bataille de Montgisard.

## Biographie

### Enfance

Le royaume de Jérusalem au milieu du XII.

Baudouin naît au début de l'été 1161, vraisemblablement dans la place forte croisée d'Ascalon, bien qu'il n'existe pas de registre officiel en faisant mention. Il est le fils d'Amaury, comte de Jaffa et d'Ascalon, et d'Agnès de Courtenay, comtesse consort, ce qui le fait appartenir à la maison de Gâtinais-Anjou du royaume de France. L'importance de cette filiation française est cependant à mettre en perspective, car Baudouin est aussi le premier prince à naître de deux parents eux-mêmes nés dans les États latins d'Orient.
Peu après sa naissance, son oncle Baudouin III, roi de Jérusalem, accepte de devenir son parrain sur proposition d'Amaury, et lui promet qu'il recevra un jour les rênes du royaume. Le roi meurt sans héritier direct en 1163 ; Amaury lui succède le 18 février, sous le nom d'Amaury Ier de Jérusalem, mais il doit d'abord se séparer de son épouse Agnès, dont il est parent à un degré prohibé. Baudouin est donc privé de sa mère pendant sa petite enfance, mais aussi de sa sœur Sibylle, envoyée au couvent Saint-Lazare de Béthanie, sous la garde de sa grand-tante Yvette.
Baudouin reçoit une éducation soignée. Au palais royal, il joue souvent aux échecs, aux dés, aux osselets. Excellent cavalier, il porte un attrait particulier pour l'histoire. Il a cependant une légère difficulté d'élocution, comme son père avant lui. À l'âge de huit ans, il fait la connaissance de la princesse byzantine Marie Comnène que son père a épousée. Elle lui donne une sœur cadette, Isabelle.
L'année suivante, Baudouin reçoit comme précepteur l'archidiacre Guillaume de Tyr afin d'entamer sa formation en littérature,. Ce dernier repère les premiers signes de maladie chez Baudouin alors qu'il joue avec ses camarades. En atteignant l'âge de la puberté, il est finalement diagnostiqué malade de la lèpre.

### Régence

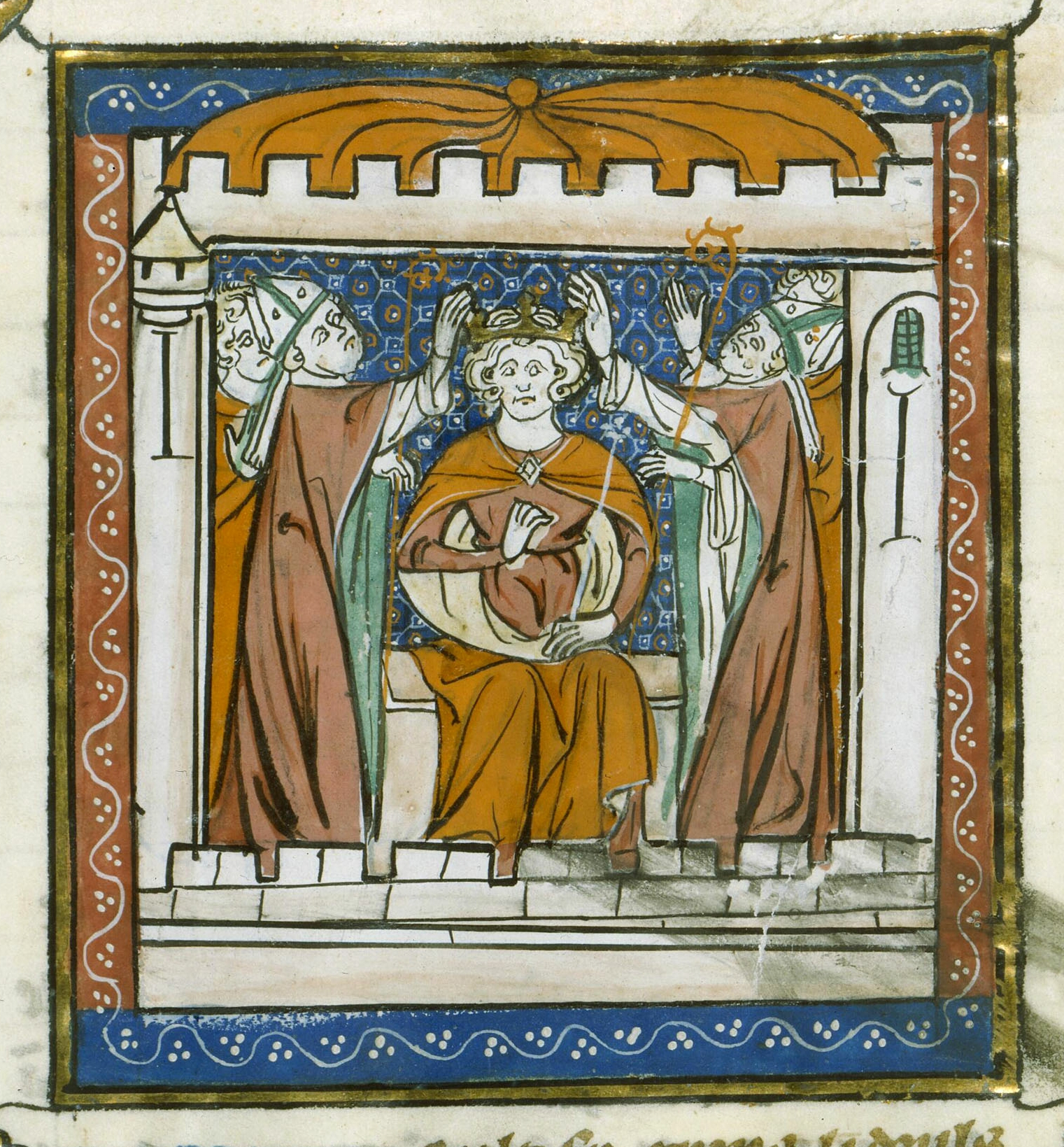
Couronnement de Baudouin IV dans lEstoire d'Eracles, par son précepteur Guillaume de Tyr, 1310-1325. Miniature par l'atelier du Maître de Fauvel, BNF, Fr.2634.

Le 11 juillet 1174, le roi Amaury meurt après avoir vainement tenté d’empêcher la prise de l’Égypte par le sultan zengide Nur ad-Din,.
Baudouin est sacré roi de Jérusalem à l'âge de treize ou quatorze ans le 15 juillet 1174. La date est symbolique pour les croisés, car elle marque les 75 ans jour pour jour de la conquête de Jérusalem lors de la première croisade. Le pouvoir est confié à deux régents successifs, le connétable Miles de Plancy, mort assassiné dans une conspiration quelques mois après le sacre, puis le comte Raymond III de Tripoli, cousin de Baudouin et seigneur le plus puissant du royaume. Guillaume de Tyr, l'ancien précepteur du jeune roi, est nommé archevêque de Tyr et chancelier du royaume.
Au début de l'année 1175, Saladin, fondateur et premier dirigeant du sultanat ayyoubide ayant succédé à la domination de Nur ad-Din, met le siège devant la ville d'Alep. Les habitants de la ville font appel aux Francs afin d'effectuer une diversion. C'est l'occasion pour Baudouin de mener, à quatorze ans, sa première campagne militaire. À la fin du printemps, il sort de Jérusalem, puis traverse la Samarie et la Galilée. La cible est Damas elle-même, dont l'arrière-pays est pillé puis incendié. L'opération est renouvelée avec succès au mois d'août de l'année suivante. Baudouin IV et Raymond III défont à Ain Anjarr une armée damasquine commandée par Shems ed-Doula Turan Shah, frère cadet de Saladin.
Compte tenu de son état de santé, Baudouin n'était certainement pas appelé à vivre longtemps et encore moins à concevoir un héritier. Afin d'assurer la succession du royaume, un mariage est arrangé en 1176 entre sa sœur Sibylle et Guillaume de Montferrat, fils et héritier du marquis Guillaume V. Nommé comte de Jaffa et d'Ascalon après son mariage, Guillaume est pressenti pour devenir roi lorsque Baudouin ne sera plus en mesure d'assumer ses fonctions. Dès le début de l'année 1177, Guillaume tombe néanmoins malade et meurt quelques mois plus tard, laissant sa veuve Sibylle enceinte du futur Baudouin V.

### Règne

#### Affirmation du pouvoir royal

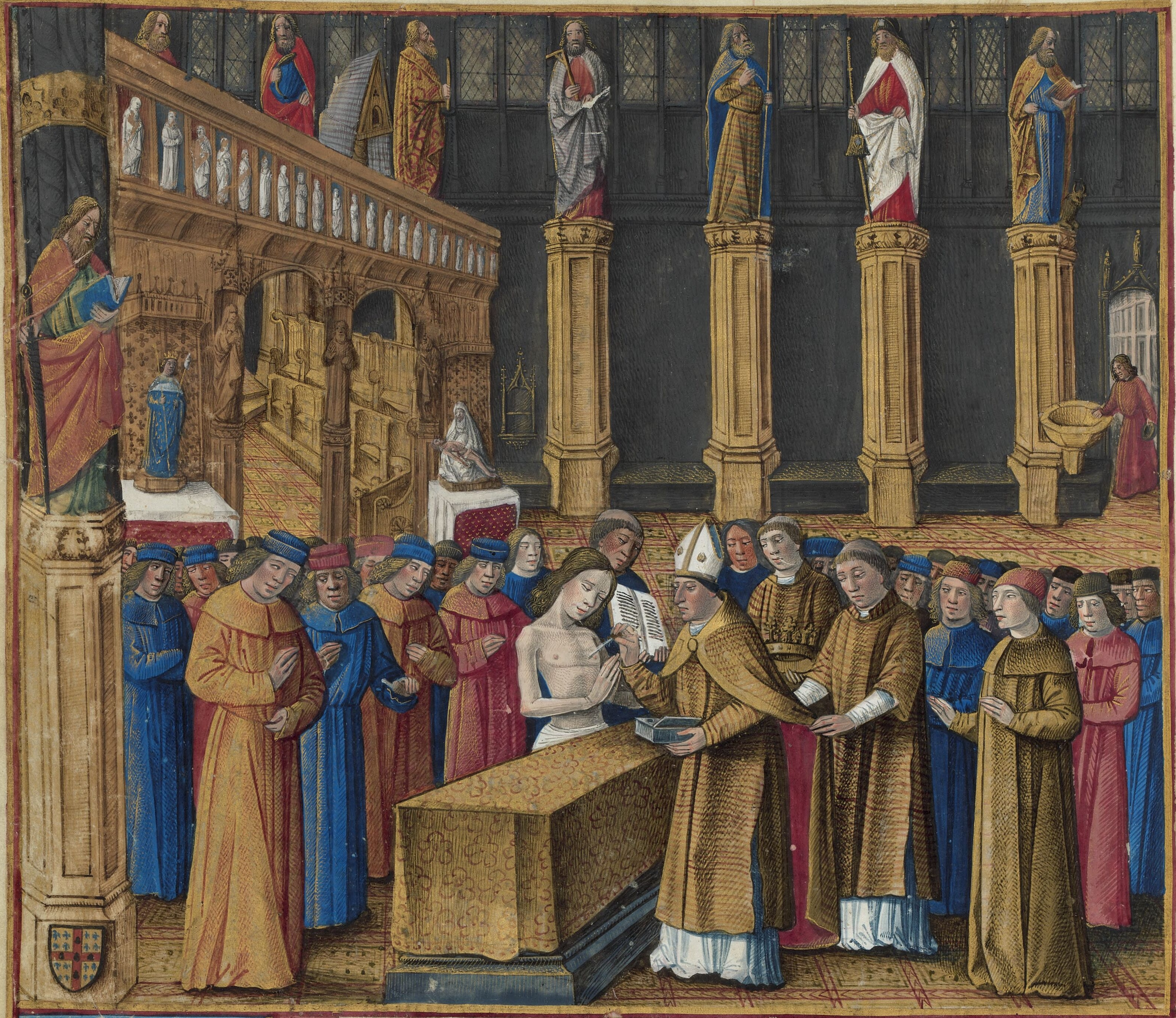
Onction de Baudouin IV, miniature de Jean Colombe dans Passages d'outremer, vers 1474.

En 1177, la régence de Raymond prend fin avec la majorité de Baudouin, alors âgé de seize ans. Il ne ratifie pas le traité signé par Raymond avec Saladin en 1175, mais mène une série de raids dans les environs de Damas et de la vallée de la Bekaa. Il désigne comme sénéchal son oncle maternel, Josselin III d'Édesse, après avoir payé sa rançon. Josselin était son parent mâle le plus proche sans pour autant avoir de revendications sur le trône, ce qui en faisait aux yeux du roi un ami et confident.
Entre-temps, Baudouin prépare une offensive en Égypte. Il envoie Renaud de Châtillon à Constantinople en ambassade auprès de Manuel Comnène, afin d'obtenir l'aide navale de Byzance. Renaud avait récemment été libéré d'Alep, Manuel ayant payé sa rançon puisque Renaud est le beau-père de l'impératrice Marie d'Antioche. Baudouin œuvre également pour la restauration du patriarcat orthodoxe dans le royaume, et pour le mariage de Bohémond III d'Antioche et sa petite-nièce Théodora Comnène, sœur de la reine Marie Comnène. Renaud revient en 1177, et est récompensé par son mariage avec Étiennette de Milly, ce qui fait de lui le seigneur de Kerak et de l'Outre-Jourdain.
En septembre, le comte Philippe de Flandre débarque à Saint-Jean-d'Acre sous la bannière des croisés. Baudouin propose à son cousin de prendre part à son projet d'invasion de l'Égypte, mais celui-ci refuse, prétextant qu’il était venu à Jérusalem pour effectuer un pèlerinage et non pour commander une armée. Par ailleurs, Philippe sollicite le mariage de ses cousines, Sibylle et Isabelle, héritières potentielles du royaume de Jérusalem, avec deux de ses vassaux. La haute cour de Jérusalem, offusquée, refuse. Philippe quitte le royaume et se rend à Antioche, où il participe à une offensive stérile contre la ville de Hama.

#### À la bataille de Montgisard

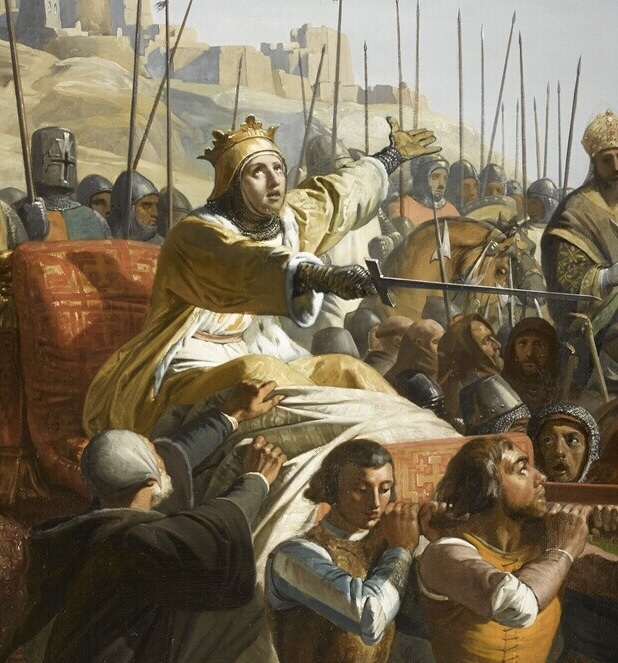
Baudouin IV à la bataille de Montgisard, par Charles-Philippe Larivière, 1842, conservé dans les salles des Croisades du château de Versailles.

Baudouin est informé que Saladin, ayant appris les déboires du royaume et la présence de Philippe plus au nord, a franchi la frontière égyptienne le 18 novembre et lance son armée en direction d'Ascalon. Pour y faire face, le roi organise ses maigres forces avec celles des quelques seigneurs présents avec lui : Balian d'Ibelin, Renaud de Châtillon, Baudouin d'Ibelin, Renaud Granier et Josselin III d'Édesse. Il sollicite également un contingent de Templiers en provenance de Gaza à Eudes de Saint-Amand, maître de l'ordre du Temple.
Conscient de la faiblesse de ses forces, Baudouin écrit un appel à l'aide à Louis VII le Jeune, roi des Francs :

« Si je pouvais être guéri de la maladie de Naaman, je me laverais sept fois dans le Jourdain, mais je n'ai trouvé à notre époque aucun Élisée qui peut me guérir. Il n’est pas convenable qu’une main aussi faible que la mienne tienne les rênes du royaume, quand la crainte d'une agression arabe pèse chaque jour sur la Ville Sainte. »

La réponse de Louis VII, s'il y en eut une, a été perdue.
Le 25 novembre 1177, l'armée de Baudouin rencontre finalement celle de Saladin à la bataille de Montgisard. La surprise est totale pour l'armée des musulmans, pour qui la débâcle est rapide, malgré une large supériorité numérique. Malgré la souffrance provoquée par la maladie, Baudouin prend part à la bataille, jusqu'à la tombée de la nuit où Saladin bat en retraite.
Baudouin poursuit Saladin jusque dans la péninsule du Sinaï, où celui-ci parvient à s'échapper. Le roi revient finalement à Ascalon, puis à Jérusalem où il est accueilli de manière triomphale. Cette victoire de Montgisard, absolument inattendue, a un énorme retentissement jusque dans les points les plus reculés de la Chrétienté, où elle est perçue comme un signe de Dieu. La bataille ayant eu lieu le jour de la fête de la sainte chrétienne Catherine d'Alexandrie, Baudouin fait élever à Montgisard un monastère en son honneur, qu'il confie à l'ordre de Saint-Benoît.
Cependant, cette nette victoire ne change pas considérablement la situation du royaume. Les ressources de Saladin demeurent larges, tandis que Baudouin souffre toujours du manque d'hommes. N'ayant pas les moyens de poursuivre durablement son adversaire en Égypte, il consacre les mois suivants à fortifier la frontière damascène, et ordonne l'érection du Chastelet, une forteresse sur le Gué de Jacob, afin de défendre le passage du fleuve Jourdain.

#### Tournant du règne
Au début du mois d'avril 1179, Baudouin IV participe à un raid visant à piller les environs de Damas. Au cours d'une chevauchée à hauteur de la ville de Panéas, dans la seigneurie de Banias, le roi et Renaud Granier sont défaits par surprise par le neveu de Saladin, Farrukh-Shâh. Ils s'échappent miraculeusement grâce au sacrifice héroïque du connétable Onfroy II de Toron, mortellement blessé alors qu'il combattait aux côtés de Baudouin. Ce dernier est fortement affligé de cette perte.

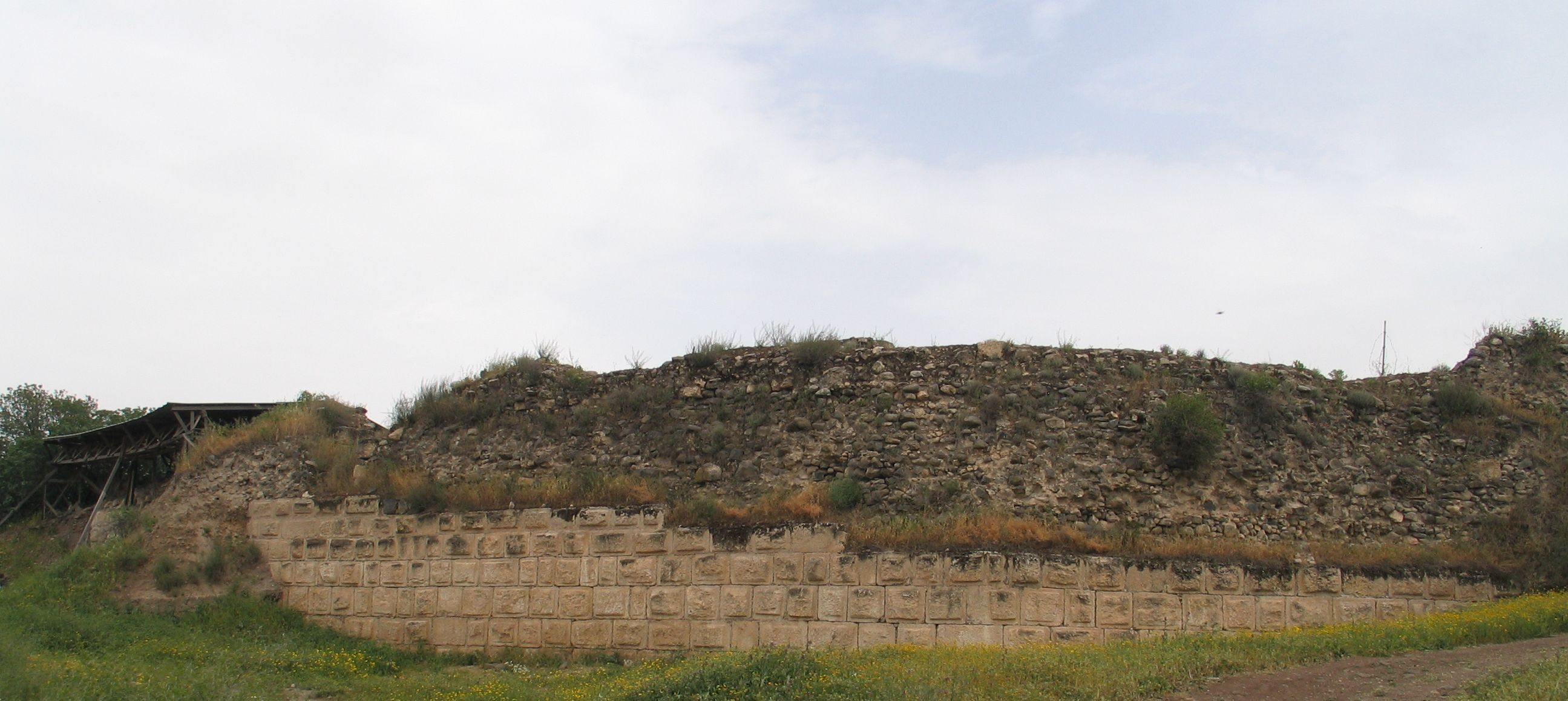
Les ruines du Chastelet en 2008.

Pour répondre à des raids de cavalerie arabe dans les environs de Sidon, Baudouin rassemble en juin une force sous son commandement personnel, aux côtés de Raymond III de Tripoli et de Eudes de Saint-Amand. Il quitte le château de Toron le 10 juin. Dans un premier temps, son armée défait les troupes de Farrukh-Shâh à la bataille de Marj Ayoun, avant que Saladin n'arrive avec le gros de ses forces et ne retourne le cours de la bataille en sa faveur. L'armée franque est mise en déroute, tandis que Baudouin, Raymond et une partie des croisés parviennent à se réfugier dans la forteresse de Beaufort. À la suite de cela, Baudouin réunit ses troupes à Tibériade, où le comte Henri Ier de Champagne se rallie à lui.
Le 25 août 1179, le Chastelet encore inachevé est assiégé par Saladin à l'issue de la bataille du gué de Jacob. Lorsque l'expédition conduite par Baudouin se porte à son secours, il est déjà trop tard : le château est rasé et sa garnison de Templiers massacrée. Il s'agira de la seule victoire de Saladin à avoir un impact réel sur l'intégrité du royaume de Jérusalem au cours du règne de Baudouin.

#### Montée en puissance des factions

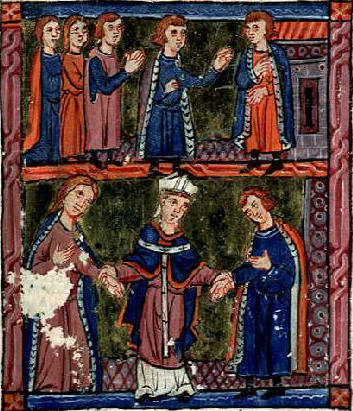
Mariage de Guy de Lusignan et Sibylle, 1280. Manuscrit de lEracles de Guillaume de Tyr, Bibliothèque municipale de Lyon, Ms.868, f.268.

En février 1180, Baudouin envoie Guillaume de Tyr auprès de l'empereur byzantin Manuel Ier Comnène pendant plus de sept mois, dans l'objectif d'améliorer les relations diplomatiques entre les deux États. L'opération est un succès, mais l'empereur décède de maladie au mois de septembre, peu après le départ de Guillaume de Tyr.
Une tradition historique dessine deux courants de pensée dans le royaume : celui mené par Baudouin, qui estime que le royaume ne peut survivre qu’avec une politique de paix relative avec Saladin et celui de Guy de Lusignan et des autres croisés nés en Europe, qui ne comprennent pas ou mal cette politique de compromis et souhaitent en découdre avec les musulmans. Les lois du royaume, qui nécessitent que le roi soit accepté par l’assemblée des barons, font que ce dernier parti peut prétendre au trône.
Malgré les protestations de Baudouin, le printemps 1180 voit ainsi le mariage de sa sœur Sibylle avec Guy de Lusignan, orchestré par la reine mère Agnès de Courtenay. Des projets précédents consistant à marier Sibylle à Hugues III de Bourgogne, puis à Baudouin d'Ibelin, avaient tous avorté. Guy n'étant que le fils cadet d'un petit seigneur du Poitou, le roi craint que ce mariage de Sybille n'ait été décidé que pour fragiliser son pouvoir. L'incompréhension du royaume est renforcée par la nomination d'un favori d'Agnès, Héraclius d'Auvergne, au patriarcat de Jérusalem.
Baudouin prend la décision d'envoyer vers Saladin plusieurs ambassadeurs, dans le but de négocier une trêve de deux années à partir de mai 1180,. Saladin accepte, tout en continuant les hostilités envers le comté de Tripoli, État vassal du royaume de Jérusalem, qui n'a pas pris part aux négociations.

#### Reprise des hostilités avec les musulmans
Renaud de Châtillon, seigneur d'Outre-Jourdain, rompt la trêve signée par Baudouin avec Saladin en attaquant une caravane arabe au cours de l'été 1181. Baudouin doit se justifier auprès de Saladin et, affaibli par les intrigues, s'abstient de sanctionner Renaud. En représailles, Saladin prend en otage un groupe de mille cinq cents pèlerins échoués près de Damiette et réclame la marchandise volée par Renaud ; ce dernier refuse. La reprise des combats semble inévitable pour Baudouin.
La situation se tend à nouveau à partir de mai 1182 : Baudouin ne peut qu'assister impuissant au massacre des Latins de Constantinople, provoqué par la montée en puissance d'Andronic Comnène qui enterre définitivement l'alliance franco-byzantine. Par ailleurs, la période de trêve ayant touché à sa fin, Saladin dirige son armée vers Damas, puis descend en Galilée. L'armée franque vient à sa rencontre devant la forteresse de Belvoir. La bataille est indécise et les deux adversaires revendiquent la victoire.
En août, Baudouin gagne Tyr à marche forcée en vue d'organiser la défense du royaume. Le roi ordonne la réquisition des navires du port de Tyr afin d'organiser une flotte capable de tenir tête à la marine égyptienne. Trente-trois galères, pour la plupart originaires des républiques de Gênes, Pise et Venise, sont ainsi lancées vers le nord. La flotte de Saladin tente au même moment le siège de Beyrouth. Baudouin envoie un messager à destination de Beyrouth, informant qu'il arriverait lui-même dans trois jours ; Saladin intercepte le message et préfère se retirer sous la menace du retour de Baudouin.
Entrant dans Beyrouth libérée, Baudouin se repose pendant plusieurs jours à Tyr puis à Séphorie, où il compte attendre la fin de l'été. Il mène effectivement un raid en terre musulmane en septembre, puis un second en décembre, s'avançant jusqu'aux murailles de Damas. Cependant, il se refuse à assiéger la ville, s'estimant mal préparé et préférant célébrer la Nativité à Tyr. Il menace également de raser la mosquée de Darayya, près de Damas, mais s'y refuse finalement, afin d'éviter que les chrétiens locaux n'aient à subir de représailles de la part des musulmans.

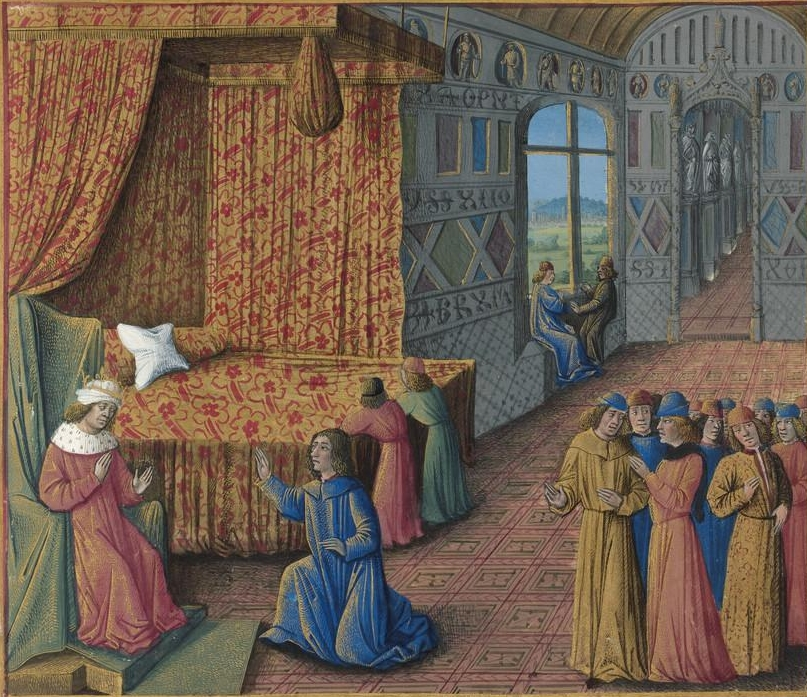
Baudouin IV accorde la régence à Guy de Lusignan, miniature de Jean Colombe dans Passages d'outremer, vers 1474.

Saladin se détourne alors du royaume de Jérusalem au détriment des Zengides ; il prend Édesse, Saruj et Nisibe, tente d'assiéger la ville de Mossoul, mais incapable de prendre la ville d'assaut, poursuit son chemin vers Sinjar, Diyarbakir, puis Alep en juin 1183. Baudouin est alors menacé par un Saladin disposant de plus de ressources que jamais, maître d'un sultanat ayyoubide allant de la Cyrénaïque au fleuve Tigre, et prêt à la reconquête de Jérusalem. Installé à Saint-Jean-d'Acre, Baudouin détache une force de trois cents chevaliers en direction d'Antioche pour la protéger de Saladin, sur recommandation de Bohémond III d'Antioche.
Baudouin, dont l'état ne fait qu'empirer, est désormais presque aveugle et incapable de marcher. Sur les conseils de sa sœur Sibylle et du patriarche Héraclius, il confie la régence du royaume à Guy de Lusignan. En parallèle, Renaud de Châtillon lance secrètement une attaque ambitieuse en direction de La Mecque. Après s'être emparé d’Eilat sur le golfe d'Aqaba, il construit une flotte et mène un raid maritime sur la côte africaine de la mer Rouge. Il poursuit son raid destructeur dans le Hedjaz, et réduit en cendres les flottes musulmanes stationnées à Médine et à La Mecque, contrevenant aux injonctions de Baudouin. La civilisation islamique tout entière est horrifiée par cet outrage, dégradant encore un peu plus les relations de Baudouin avec Saladin. Saladin reprend Eilat et détruit la flotte de Renaud, qui s'était déjà retiré. En septembre 1183, il envahit de nouveau la Palestine.
Une nouvelle fois, Guy de Lusignan convoque l’ost et se porte à la rencontre de l’armée musulmane, qu’il rejoint à la bataille d'Al-Fule. Les Francs, en nette infériorité numérique, maintiennent une posture défensive et forcent Saladin à se retirer. Irrité par cette attitude, Baudouin entre dans une violente colère, se brouille avec son nouveau régent et le dépose. Avec le soutien de Raymond III de Tripoli, il proclame héritier et successeur son neveu Baudouin V, tente de persuader sa sœur Sibylle d'annuler son mariage, et reprend immédiatement la conduite du royaume de Jérusalem.

### Règne commun avecBaudouinV

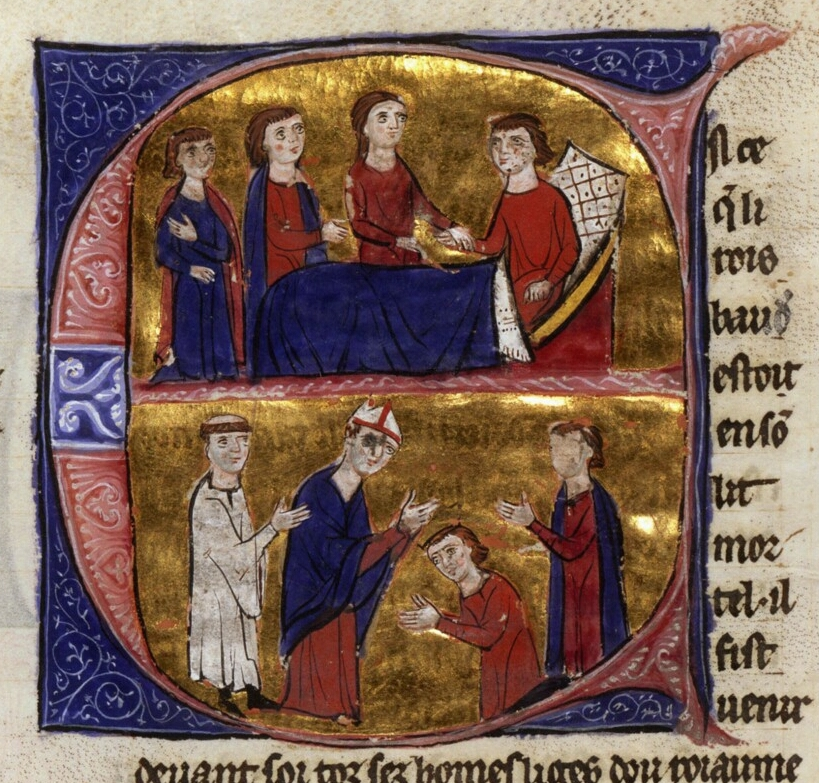
Mort de Baudouin IV et couronnement de Baudouin V. Guillaume de Tyr, Historia et continuation, XIIIe siècle. Lettrine historiée, BNF, Fr. 2628.

En novembre 1183, les Francs célèbrent le mariage d'Isabelle et d'Onfroy IV de Toron dans le Kerak de Moab, lorsque les festivités sont interrompues par l'arrivée de Saladin qui débute le siège de Kerak. Des messagers se précipitent à Jérusalem pour implorer l'aide de Baudouin. Considérablement affaibli et désormais alité, Baudouin accepte néanmoins, et fait allumer un feu au sommet de la tour de David pour signaler son arrivée à Kerak assiégé. Il regroupe tant bien que mal les forces qui restent sous son commandement. Le 4 décembre, l'armée de Baudouin est repérée près de Hébron par Saladin qui décide de lever le siège. Faisant une entrée triomphale dans Kerak, Baudouin y reste plusieurs jours afin d'inspecter l'état des fortifications, réparer les dégâts et reconstituer les stocks de vivres, avant de retourner à Jérusalem.
Retiré dans son comté de Jaffa et d'Ascalon, Guy de Lusignan est toujours en rébellion. Plus malade que jamais, Baudouin se porte en litière à sa rencontre. Parvenu à Ascalon, le roi se rend compte que les portes de la ville lui sont verrouillées, et somme à trois reprises Guy de lui ouvrir, sans succès. Il rallie donc Jaffa, dont il destitue le gouverneur, un proche de Guy qui avait été nommé par lui. Le patriarche Héraclius d'Auvergne, lui aussi soumis à Guy de Lusignan, excommunie l'ancien précepteur Guillaume de Tyr, acquis à la cause de Baudouin, pour un motif futile ; il le pousse à défendre sa cause à Rome, où il meurt, peut-être empoisonné.
En automne 1184, Saladin revient assiéger Kerak, mais échoue une seconde fois et doit se retirer à nouveau sous la menace des troupes du royaume de Jérusalem.
L'expédition qui a permis de libérer Kerak et les conflits dynastiques ont particulièrement affaibli Baudouin. Au début de l'année 1185, il proclame ses dernières volontés devant l'assemblée des barons. Son neveu Baudouinet est choisi pour lui succéder sous la régence de Raymond III de Tripoli. Ce dernier refuse dans un premier temps la tutelle personnelle du jeune successeur, qui est confiée à son grand-oncle, Josselin III de Courtenay. L'enfant est couronné en l'église du Saint-Sépulcre.

### Mort et funérailles
Baudouin IV meurt à Jérusalem entre le 16 mars et le 16 mai 1185, à l'âge de vingt-quatre ans environ.
Son corps est déposé dans un tombeau au sein de l'église du Saint-Sépulcre, aux côtés de ceux du reste de sa famille, et surtout du tombeau de Jésus dont la valeur symbolique est puissante. Aujourd'hui disparu, le tombeau de Baudouin devient alors un lieu de pèlerinage, visité à de multiples reprises au fil des siècles.
Dans Itinéraire de Paris à Jérusalem, l'écrivain François-René de Chateaubriand affirme avoir été, en 1806, le dernier voyageur à avoir pu le contempler, avant que l'église ne soit ravagée par un terrible incendie. Cependant, d'autres pèlerins affirment que les tombeaux n'ont été détruits qu'en 1810 par la volonté « goujate » du patriarcat orthodoxe de Jérusalem, pour une raison mal connue.

## Santé

### Diagnostics

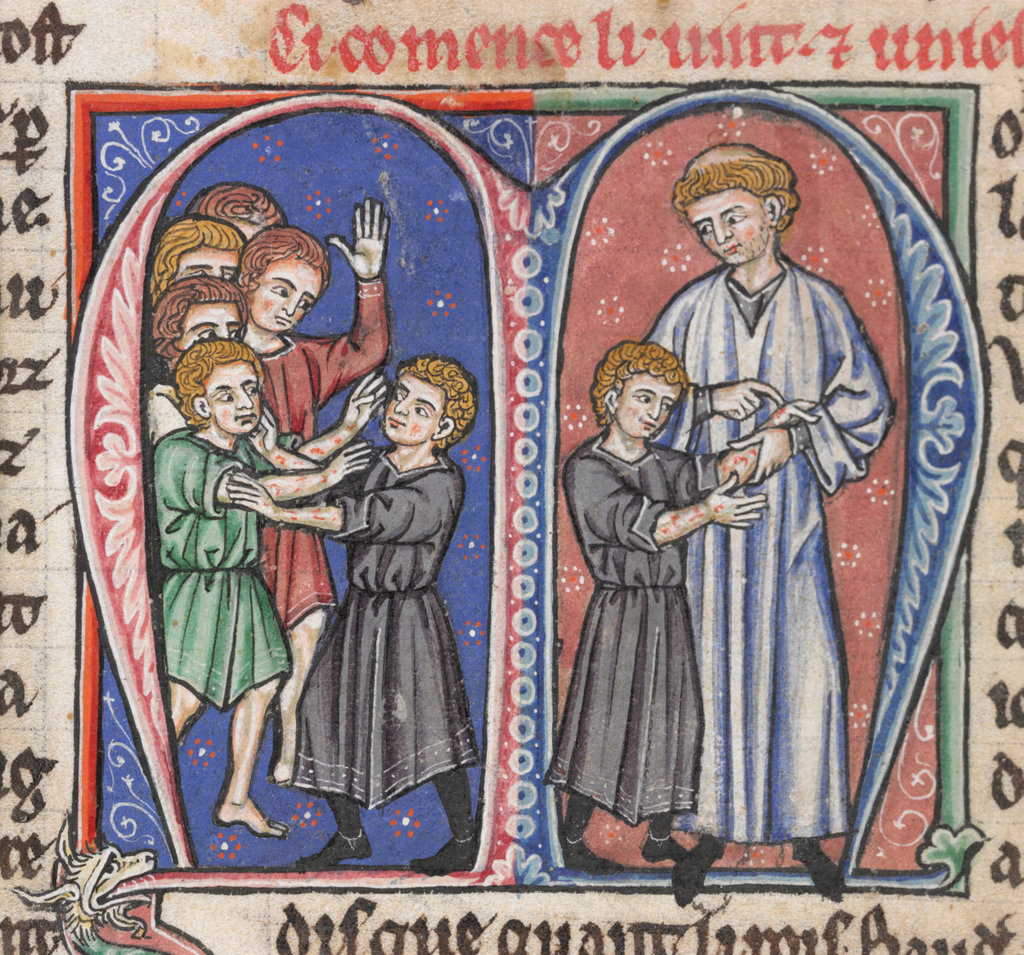
Guillaume de Tyr découvrant les premiers symptômes de la lèpre du jeune Baudouin. Miniature d'un manuscrit de Guillaume de Tyr, 1232-1261. British Library, Yates Thompson MS.12

Les premiers symptômes de la maladie sont repérés au cours de l'enfance de Baudouin, à travers un jeu consistant à enfoncer ses ongles dans les bras des adversaires pour les exhorter à dominer la douleur. Tous manifestent leur douleur mais, bien que ses camarades de jeu ne l'épargnassent pas, Baudouin ne ressent rien. Son précepteur Guillaume de Tyr reconnaît immédiatement le symptôme d'une grave maladie, mais sans pouvoir identifier laquelle.
Des médecins sont consultés, tant chrétiens que musulmans, mais en vain. C'est à l'âge de la puberté qu'il est finalement diagnostiqué malade de la lèpre. Ce constat relativement tardif évite à Baudouin une entrée forcée dans l'ordre de Saint-Lazare de Jérusalem, un ordre hospitalier fondé pour les croisés atteints de la lèpre.
Baudouin contracte également diverses autres maladies au cours de son règne. En avril 1177, il tombe sévèrement malade en allant rendre visite au comte Guillaume de Montferrat à Ascalon. Il est à nouveau souffrant en 1183 d'une grave maladie, peut-être le typhus, le paludisme, voire le sepsis provenant d'une blessure aux pieds mal soignée.
La période de troubles intérieurs que traverse le royaume de Jérusalem à la fin de son règne pousse Baudouin à développer de l'anxiété. Il développe également une forte fièvre au moment de l'insubordination de Guy de Lusignan, en 1184.

### Conséquences
Dès l'adolescence, les extrémités et le visage sont les parties du corps de Baudouin les plus gravement touchées par la lèpre. La maladie n'entrave pas la vie quotidienne de Baudouin jusqu'en 1183 où, son état ne faisant qu'empirer progressivement, il devient presque aveugle et incapable de marcher. Par ailleurs, il n'a plus l'usage de ses mains.
À partir de 1184, Baudouin a les jambes complètement paralysées et se déplace en civière.
Une idée reçue, popularisée par Ridley Scott dans son film Kingdom of Heaven, fait de Baudouin un roi utilisant un masque de fer ou d'argent pour dissimuler les blessures infligées à son visage par la lèpre. En réalité, Baudouin recouvrait son visage de mousseline blanche, et seulement pour recevoir des ambassadeurs dans les dernières années de sa vie.

## Postérité

### Un souverain réformateur
Baudouin IV semble avoir été un administrateur doté de bon sens tout au long de son règne. Il mène plusieurs réformes avec l'aide de Josselin III d'Édesse, sénéchal du royaume.
En 1177, dans le cadre de la reconstruction des murailles de Jérusalem, Baudouin lève un impôt extraordinaire permettant de les financer ; mais cela est insuffisant pour le royaume qui fait banqueroute. C'est donc la loi de finances qu'il promulgue en février 1183, en pleine période de conflit contre Saladin, qui lui vaut sa renommée. Le royaume est divisé en deux circonscriptions fiscales, au nord et au sud d'une ligne allant de la ville de Cayphas à celle de Tibériade. Parmi les dispositions qui sont prises, l'imposition des individus aisés financièrement à hauteur de 2 % de leurs revenus déclarés, ainsi que 1% de la valeur de leurs biens ; ces taux diminuent pour les strates sociales inférieures. Cette réforme permet rapidement à Baudouin de lever une armée de plus de deux mille soldats pour faire face à celle de Saladin.
Il s'agirait de l'une des premières traces d'impôt sur le revenu et d'impôt sur la fortune au Moyen Âge.

### Reconnaissance par le monde chrétien
Dès la première année de son règne en son nom propre, marquée par la victoire éclatante de la bataille de Montgisard, Baudouin jouit d'un immense prestige au sein de la chrétienté. Des parallèles sont faits entre son parcours et ceux des meneurs de la première croisade, Godefroy de Bouillon, Raymond de Saint-Gilles et Tancrède de Hauteville, voire de Jésus-Christ.
Cependant, les États pontificaux n'ont jamais vraiment été acquis à la cause de Baudouin IV, considérant sa lèpre comme un châtiment de Dieu. En 1180, conscient de la faiblesse grandissante de Baudouin, le pape Alexandre III écrit dans une encyclique à son sujet :

« Cet homme, Baudouin, qui tient les rênes du royaume, a été châtié par un juste châtiment de Dieu, comme nous croyons que vous le savez, et si gravement qu'il peut à peine supporter les supplices que subit son corps. Quel grave dommage, hélas, quelle perte terrible pour les personnes et les biens doit donc subir à cause de ses péchés cette terre »

— Alexandre III, Cor Nostrum
Le règne de Baudouin IV est également celui de la rupture entre le royaume de Jérusalem et l'Empire byzantin. Au début de son règne, Baudouin accueille à Jérusalem Michel III d'Anchialos, patriarche de Constantinople, lui garantissant de faire conserver les droits de l'Église syriaque orthodoxe dans le royaume. Cependant, à la suite de la mort de Manuel Ier Comnène, initialement favorable aux croisés, la haine des Francs se répand dans l'Empire byzantin par défiance envers le Saint-Siège, atteignant un moment paroxystique lors du massacre des Latins de Constantinople.

## Dans la culture

### Livres
- Chrétien de Troyes, Perceval ou le conte du Graal, 1180[114].
- Zofia Kossak, Król trędowaty, 1937 (ISBN 978-8321120300)[115].
- Serge Dalens, L'Étoile de Pourpre, Fleurus, coll. « Signe de Piste », 1959 (ISBN 978-2215040378).
- Georges Bordonove, Les lances de Jérusalem, Robert Laffont, 1966 (ISBN 978-2857044239).
- Dominique Baudis, La Conjuration, Éditions Grasset, 2001 (ISBN 978-2246573913).
- Juliette Benzoni, Thibaut ou la Croix perdue, Plon, 2002 (ISBN 978-2266133364).

### Films
- Kingdom of Heaven (2005), film de Ridley Scott. Baudouin IV est interprété par Edward Norton[116].

### Jeux vidéos
- Croisades : Conspiration au royaume d'Orient, 1997[117].
- Crusader Kings III, 2020[118].

### Opéra-ballet
- Chant pour un roi lépreux, Daniel-Rops, 1964[119].

#### Biographies
- Pierre Aubé, Baudouin IV de Jérusalem, le roi lépreux, Éditions Perrin, coll. « Tempus », 1999 (ISBN 9782262033569).
- Dominique Paladilhe, Baudouin IV de Jérusalem, Via Romana, 1984 (ISBN 979-10-90029-92-7)
- (en) Bernard Hamilton, The Leper King and His Heirs: Baldwin IV and the Crusader Kingdom of Jerusalem, Cambridge University Press, 2005

#### Ouvrages généralistes
- René Grousset, Histoire des croisades et du royaume franc de Jérusalem, Paris, Éditions Perrin, 1949
- Pierre Aubé, Un croisé contre Saladin : Renaud de Châtillon, Fayard, 2007
- (en) Steven Runciman, A History of the Crusades, volume II, Cambridge University Press, 1987 (1re éd. 1951)

#### Articles spécialisés
- Mark Gregory Pegg, « Le corps et l'autorité : la lèpre de Baudouin IV », Annales. Économies, Sociétés, Civilisations, Armand Colin, vol. 45, no 2,‎ 1990, p. 265-287 (lire en ligne)